# Marcel Samuel-Rousseau
Pour les articles homonymes, voir Samuel (homonymie) et Rousseau.
Marcel Samuel-Rousseau, de son vrai nom Marcel-Auguste-Louis Rousseau, est un organiste, compositeur et directeur d'opéra français né le 18 août 1882 à Paris et mort dans la même ville le 11 juin 1955.
Il est le fils de Samuel Rousseau (1853-1904), organiste, chef de chœur et compositeur, prix de Rome en 1878.

## Biographie
Marcel Samuel-Rousseau commence ses études musicales avec son père. Il entre au Conservatoire de Paris dans la classe de Charles Lenepveu. Il y étudie la composition et obtient le prix de Rome en 1905. Il ajoute le prénom de son père à son nom et compose sous le nom de Samuel-Rousseau (sans utiliser son prénom, d'où de fréquentes confusions avec son père). Il est organiste à Saint-Séverin de 1919 à 1922 et président de la Société des auteurs, compositeurs et éditeurs de musique de 1935 à 1953. Pendant de nombreuses années, il est professeur d'harmonie au Conservatoire de Paris, ainsi que directeur artistique chez Pathé. De 1941 à 1944, il est directeur de l'Opéra de Paris. Il est élu membre de l'Académie des beaux-arts en 1947, où il succède à Reynaldo Hahn. Nommé chevalier dans l'ordre de la Légion d'honneur en 1927, il est promu officier en 1952.
En tant que compositeur, Samuel-Rousseau a été fortement influencé par les œuvres de Franck et Fauré. Sur le plan stylistique, il avait tendance à être plus conservateur que beaucoup de ses contemporains, mais il était passé maître dans l'harmonie chromatique et avait le sens du drame. Ses compositions comprennent des opéras, des ballets, de la musique pour orchestre et pour piano, ainsi que des mélodies. Ses meilleures œuvres sont ses opéras, qui tendent vers l'exotique et sont de proportions ambitieuses. Deux de ses opéras, Le Hulla (1920) et Kerkeb (1931), sont de thématique orientale : ainsi, le rôle-titre de Kerkeb est un barbier-danseur dans un harem. Son opéra Tarass Boulba (1919) est fondé sur la légende d'un guerrier cosaque. Samuel-Rousseau a également composé un opéra d'après la légende arthurienne, Le Roi Arthur (1903).

## Œuvres
- Tarass Boulba, opéra
- Le Hulla, opéra
- Le Bon Roi Dagobert[6], opéra
- Kerbeb, opéra
- Promenades dans Rome, ballet
- Entre deux rondes, ballet
- Solitude triste pour orchestre
- Impression dolente pour orchestre
- Requiem pour soli, chœur et orchestre
- Nuit de Noël